# Pływanie na Letnich Igrzyskach Olimpijskich 2024 – 4 × 200 m stylem dowolnym kobiet
Sztafeta 4 × 200 m stylem dowolnym kobiet – konkurencja pływacka, która odbyła się podczas Letnich Igrzysk Olimpijskich 2024 w Paryżu. Eliminacje i finał zostały rozegrane 1 sierpnia 2024.

## Terminarz
| Data            | Godzina rozpoczęcia (CET) | Runda      |
| --------------- | ------------------------- | ---------- |
| 1 sierpnia 2024 | 12:05                     | Eliminacje |
| 1 sierpnia 2024 | 22:03                     | Finał      |

## Rekordy
Rekord świata i rekord olimpijski przed rozpoczęciem zawodów:
| Rekord            | Reprezentacja                                                                   | Czas    | Miejsce | Data          |
| ----------------- | ------------------------------------------------------------------------------- | ------- | ------- | ------------- |
| Rekord świata     | Australia Mollie O’Callaghan · Shayna Jack · Brianna Throssell · Ariarne Titmus | 7:37,50 | Fukuoka | 27 lipca 2023 |
| Rekord olimpijski | Chiny Yang Junxuan · Tang Muhan · Zhang Yufei · Li Bingjie                      | 7:40,33 | Tokio   | 29 lipca 2021 |

W trakcie zawodów ustanowiono następujące rekordy:
| Data       | Etap konkurencji | Reprezentacja | Czas    | Rekord |
| ---------- | ---------------- | --- | ------- | ------ |
| 1 sierpnia | finał            | Australia · Mollie O’Callaghan (1:53,52) · Lani Pallister (1:55,61) · Brianna Throssell (1:56,00) · Ariarne Titmus (1:52,95) | 7:38,08 | OR     |

## Wyniki

### Eliminacje
| Miejsce | Wyścig | Tor | Reprezentacja     | Zawodniczki | Czas    | Uwagi |
| ------- | ------ | --- | ----------------- | --- | ------- | ----- |
| 1.      | 2      | 4   | Australia         | Lani Pallister (1:55,74) Jamie Perkins (1:56,78) Brianna Throssell (1:55,82) Shayna Jack (1:57,29)                        | 7:45,63 | Q     |
| 2.      | 2      | 2   | Węgry             | Nikolett Pádár (1:57,82) Minna Ábrahám (1:57,48) Ajna Késely (1:58,97) Panna Ugrai (1:57,98)                              | 7:52,25 | Q     |
| 3.      | 2      | 5   | Chiny             | Tang Muhan (1:59,31) Kong Yaqi (1:59,33) Ge Chutong (1:57,88) Liu Yaxin (1:55,84)                                         | 7:52,36 | Q     |
| 4.      | 1      | 4   | Stany Zjednoczone | Anna Peplowski (1:57,98) Erin Gemmell (1:56,77) Simone Manuel (1:58,50) Alex Shackell (1:59,47)                           | 7:52,72 | Q     |
| 5.      | 1      | 3   | Brazylia          | Maria Fernanda Costa (1:56,89) Stephanie Balduccini (1:57,93) Maria Paula Heitmann (1:59,43) Gabrielle Roncatto (1:58,56) | 7:52,81 | Q     |
| 6.      | 2      | 3   | Kanada            | Emma O'Croinin (2:00,27) Ella Jansen (1:58,25) Julie Brousseau (1:57,93) Mary-Sophie Harvey (1:56,58)                     | 7:53,03 | Q     |
| 7.      | 1      | 5   | Wielka Brytania   | Freya Anderson (1:57,31) Abbie Wood (1:57,15) Lucy Hope (1:59,29) Medi Harris (1:59,74)                                   | 7:53,49 | Q     |
| 8.      | 1      | 6   | Nowa Zelandia     | Erika Fairweather (1:56,04) Eve Thomas (1:59,29) Caitlin Deans (1:59,11) Laticia-Leigh Transom (1:59,93)                  | 7:54,37 | Q     |
| 9.      | 2      | 1   | Włochy            | Sofia Morini (1:58,26) Giulia D'Innocenzo (1:58,43) Matilde Biagiotti (1:59,23) Giulia Ramatelli (1:59,37)                | 7:55,29 |       |
| 10.     | 1      | 1   | Niemcy            | Isabel Gose (1:58,63) Nicole Maier (1:58,76) Julia Mrozinski (1:59,64) Nele Schulze (1:58,54)                             | 7:55,57 |       |
| 11.     | 2      | 7   | Izrael            | Anastasia Gorbenko (1:58,30) Daria Golovaty (1:58,02) Ayla Spitz (2:01,02) Lea Polonsky (1:58,65)                         | 7:55,99 |       |
| 12.     | 2      | 6   | Holandia          | Janna van Kooten (1:59,86) Imani de Jong (2:00,74) Silke Holkenborg (2:00,19) Marrit Steenbergen (1:56,79)                | 7:57,58 |       |
| 13.     | 1      | 2   | Japonia           | Nagisa Ikemoto (1:58,68) Waka Kobori (1:58,53) Hiroko Makino (2:00,68) Rio Shirai (2:01,21)                               | 7:59,10 |       |
| 14.     | 1      | 7   | Francja           | Lucile Tessariol (2:00,01) Assia Touati (2:00,11) Marina Jehl (1:59,61) Anastasija Kirpicznikowa (2:00,25)                | 7:59,98 |       |
| 15.     | 2      | 8   | Hiszpania         | María Daza (2:01,42) Alba Herrero (1:59,43) Paula Juste (1:59,54) Ainhoa Campabadal (1:59,84)                             | 8:00,23 |       |
| 16.     | 1      | 8   | Turcja            | Gizem Güvenç (1:59,72) Ela Naz Özdemir (2:00,99) Ecem Dönmez (2:01,55) Zehra Bilgin (2:02,92)                             | 8:05,18 |       |

### Finał
| Miejsce | Tor | Reprezentacja     | Zawodniczki | Czas    | Uwagi |
| ------- | --- | ----------------- | --- | ------- | ----- |
| 1 !     | 4   | Australia         | Mollie O’Callaghan (1:53,52) Lani Pallister (1:55,61) Brianna Throssell (1:56,00) Ariarne Titmus (1:52,95)                      | 7:38,08 | OR    |
| 2 !     | 6   | Stany Zjednoczone | Claire Weinstein (1:54,88) Paige Madden (1:55,65) Katie Ledecky (1:54,93) Erin Gemmell (1:55,40)                                | 7:40,86 |       |
| 3 !     | 3   | Chiny             | Yang Junxuan (1:54,52) Li Bingjie (1:55,05) Ge Chutong (1:57,45) Liu Yaxin (1:55,32)                                            | 7:42,34 |       |
| 4.      | 7   | Kanada            | Mary-Sophie Harvey (1:56,33) Ella Jansen (1:57,50) Summer McIntosh (1:53,97) Julie Brousseau (1:58,25)                          | 7:46:05 |       |
| 5.      | 1   | Wielka Brytania   | Freya Colbert (1:55,95) Abbie Wood (1:56,57) Freya Anderson (1:56,15) Lucy Hope (1:59,56)                                       | 7:48,23 |       |
| 6.      | 5   | Węgry             | Nikolett Pádár (1:56,14) Minna Ábrahám (1:57,23) Ajna Késely (1:59,45) Panna Ugrai (1:57,70)                                    | 7:50,52 |       |
| 7.      | 2   | Brazylia          | Maria Fernanda Costa (1:56,06) · Stephanie Balduccini (1:57,32) · Maria Paula Heitmann (2:00,54) · Gabrielle Roncatto (1:58,98) | 7:52,90 |       |
| 8.      | 8   | Nowa Zelandia     | Erika Fairweather (1:56,82) Eve Thomas (1:59,48) Caitlin Deans (1:59,79) Laticia-Leigh Transom (1:59,80)                        | 7:55,89 |       |